# Circulus vitiosus
Circulus vitiosus är latin och betyder "ond cirkel". Det har betydelsen cirkelbevis eller två sjukliga tillstånd som verkar förvärrande på varandra, en ond kretsgång, en "ond cirkel".
Exempel: Person Y är olycklig för att denna är överviktig. För att må bättre för stunden tröstar sig Y med mat. Resultatet blir att Y bibehåller sin övervikt eller ökar ytterligare i vikt och blir därmed fortsatt olycklig och äter därför mer. Y har i det här fallet hamnat i en så kallad ond cirkel.
Olycklig → Tröstäter → Ökar i vikt → Olycklig → Tröstäter